# José de Saldanha
José de Saldanha (Lisboa, c.1758 – Porto Alegre, 28 de maio de 1808) foi um matemático, topógrafo, astrônomo e engenheiro militar português que participou dos trabalhos de demarcação de fronteiras entre as posses de Portugal e Espanha na América Meridional, de acordo com o Tratado de Santo Ildefonso.

## Biografia

### Formação acadêmica e atuação na América Portuguesa
Durante a sua juventude, foi aluno do Real Colégio dos Nobres e continuou seus estudos na Universidade de Coimbra, após a sua marcante reforma de 1772 sob o reinado de D. José I, como Bacharel em Filosofia e Matemática, com especialização em Geografia e Astronomia..
No ano de 1782, Saldanha partiu para a América Portuguesa, residindo brevemente no Rio de Janeiro até o ano seguinte, quando chegou à Vila do Rio Grande em 1783, juntamente a outros oficiais, entre eles o engenheiro militar Alexandre Elói Portelli. Atuando nesta localidade, José de Saldanha integrou a Primeira Divisão Demarcadora da América Meridional, que tinha por objetivo realizar a demarcação do extremo-sul da América lusitana, de acordo com o Tratado de Santo Ildefonso. Enquanto demarcador, Saldanha atuou até o ano de 1788. 

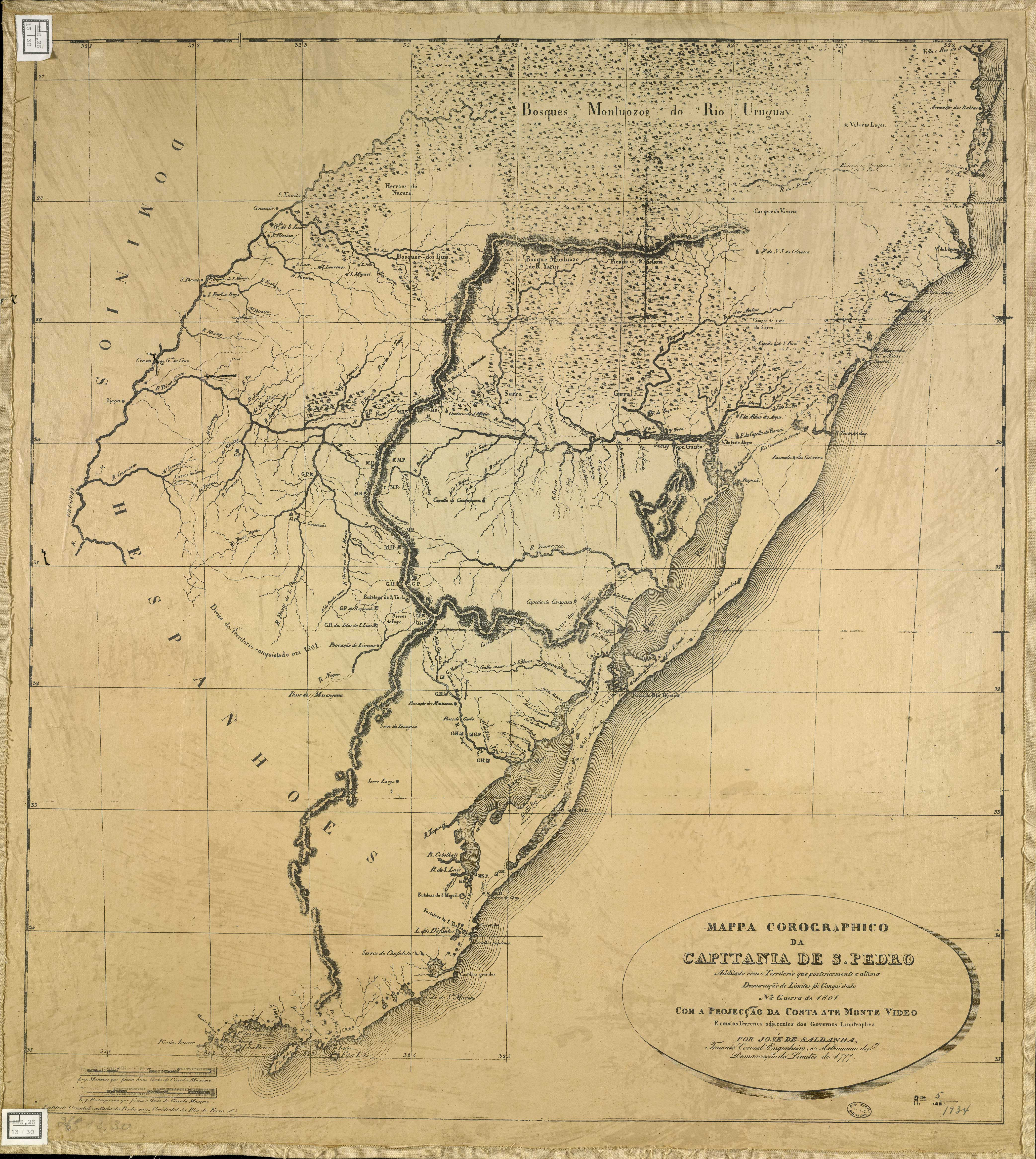
Foto do "Mapa corográfico da Capitania de S. Pedro [...]" do engenheiro militar José de Saldanha, cuja data de confecção é incerta.

Esta participação ativa nas demarcações do extremo sul da América Portuguesa, certamente foi decisiva para a sua ascensão social no seio da hierarquia militar. Nesse sentido, Saldanha subiu ao posto de Capitão com exercício de engenheiro no ano de 1790, logo após o término das atividades de demarcação; e, alguns anos mais tarde, em 1804, foi nomeado para o considerável posto de Sargento-Mor. 
José de Saldanha elaborou importantes obras cartográficas e plantas durante o período em que atuou na Capitania do Rio Grande de São Pedro. Merece destaque, a obra intitulada "Mappa corográphico da capitania de S. Pedro: additado com o territorio que posteriormente a ultima demarcação de limites foi conquistado na guerra de 1801 com a projeção da costa até Monte Video e com os terrenos adjacentes dos governos limitrophes", que apresenta importantes características geográficas da região, bem como o território anexado após a conquista na Guerra das Laranjas, que, ao todo, significou um acréscimo de aproximadamente um terço ao território da referida Capitania.  
Seguindo os passos do engenheiro militar Alexandre José Montanha, que em 1773 elaborou a planta do primeiro plano de urbanização da cidade de Porto Alegre, José de Saldanha elaborou, também, uma outra planta da referida cidade em 1805, sob ordem do governador José da Silva Gama. Todavia, tal como aquela de Montanha, a planta de Saldanha também ficou perdida.

### O Diário Resumido
Escrito em durante o ano de 1787, quando estava Saldanha a serviço da Primeira Divisão Demarcadora da América Meridional, o "Diário Resumido, e Histórico, ou Relação Geográfica das Marchas, e Observações Astronômicas, com algumas notas sobre a História Natural, do País" elevou Saldanha, de certo modo, à posição de primeiro regionalista gaúcho e, até mesmo, o primeiro que escreveu sobre a vida, usos e costumes do "homem" gaúcho. É, também, por conta do Diário Resumido que Saldanha pode ser considerado o demarcador português que mais escritos legou aos nossos dias. Além disso, o Diário Resumido teve importância na vida de José de Saldanha, uma vez que ele apropriou-se do Diário Resumido para fins pessoais, como em 1806 quando se valeu da referida obra para tentar sua promoção para o posto de Tenente-Coronel por meio de uma carta escrita para a Coroa Lusitana. 
O objetivo de Saldanha com a escrita do diário era o de expressar "as circunstâncias, notícias e movimentos dos sucessos" da expedição de demarcação, com algumas breves notas sobre História Natural, de modo que, devido à riqueza de detalhes incorporados pelo autor, a obra apresenta informações substanciais acerca da vida e sociedade dos indígenas Minuanos e Tapes, povos com os quais Saldanha estabeleceu um contato bastante próximo; bem como da fauna, flora e minerais da região. Para a produção das notas de História Natural, serviço esse que fora encarregado a fazer sob ordem de seu superior, Sebastião Xavier da Veiga Cabral da Câmara, Lineu e Buffon foram referências recorrentes. 
Quanto aos indígenas Minuanos e Tapes, Saldanha os descreve juntamente à fauna, sendo inicialmente classificados enquanto diferentes "subvariedades" da "variedade de Homem americano". Todavia, há diversas menções a elementos culturais significativos da vida desses povos, o que permite enquadrar o Diário Resumido na categoria de etnografia. Nesse sentido, são mencionados detalhes acerca: dos trajes, casas, comidas, armas, costumes, religião, idiomas e dados demográficos e habitacionais. Durante toda a descrição dos povos Minuanos e Tapes, Saldanha deixa claro, implícita e explicitamente, a noção subjacente (e racista) de superioridade dos povos europeus frente a esses grupos, de modo que os últimos, são relegados pelos primeiros a uma posição civilizacional de "atraso" ou "selvageria", centrais para a legitimação e justificação do projeto de dominação português, do qual José de Saldanha era, sem dúvida, um agente importante. 

### Bigamia
Ainda durante seus estudos, casou-se com d. Mariana Efigênia de Fonseca em Lisboa. Todavia, a vinda de Saldanha para o Brasil em 1782 e a  subsequente distância oceânica imposta aos cônjuges, certamente foram fatores decisivos para o rompimento desse, recém-formado, matrimônio, ainda que sem a devida formalidade perante as leis portuguesas. Assim sendo, logo após a participação nas demarcações no extremo-sul da América portuguesa, Saldanha contraiu segundas núpcias em Rio Grande de São Pedro, com Ana Joaquina Tomásia, filha do alferes de Joaquim Tomaz de Andrade. Ainda que Saldanha tenha negado incisivamente ao longo de sua vida o casamento firmado em Portugal, o fato de haver contraído um segundo matrimônio sem a devida dissolução legal do primeiro, o colocou em uma situação de risco perante à sociedade da época, uma vez que a bigamia era considerada, para além de um crime moral, um desvio herético (ou heresia) pelo Tribunal do Santo Ofício. Talvez por ocupar uma posição social de relevância, o que o colocava diretamente em contato com indivíduos em posição de poder, Saldanha acabou não envolvendo-se em escândalos maiores, o que certamente minaria as suas pretensões de ascensão social. 